# Nadezhda Sevostyanova
Nadezhda Petrovna Sevostiyanova (russe : Надежда Петровна Севостьянова), née le 2 septembre 1953 à Moscou (RSFS de Russie), est une ancienne rameuse soviétique d'origine russe. Elle est médaillée de bronze aux Jeux de 1976.

## Carrière
Sevostiyanova remporte la médaille de bronze en quatre avec barreuse lors des Jeux olympiques d'été de 1976.

## Palmarès

### Jeux olympiques
- Jeux olympiques d'été de 1976 à Montréal ( Canada) :
  -  médaille de bronze en quatre sans barreuse